# Выучейский, Александр Иванович
Алекса́ндр Ива́нович Выуче́йский (30 декабря 1949, д. Чёрная, Приморско-Куйский сельсовет, Ненецкий автономный округ, РСФСР — 6 августа 2013 Нарьян-Мар, Ненецкий автономный округ) — российский и ненецкий общественный и государственный деятель, президент Ассоциации ненецкого народа «Ясавэй» (1995—2001), народный депутат СССР, член Верховного Совета СССР

## Биография
В 1969 г. окончил Архангельский рыбопромышленный техникум, в 1975 г. — Ухтинский горно-нефтяной техникум.
Работал помощником бурильщика, верховым в бурильной бригаде Ненецкой геолого-поисковой партии, специалистом по ремонту бурильного оборудования.
- 1974—1989 гг. — начальник цеха Хорей-Верской нефтегазоразведочной экспедиции.
- 1989 г. был избран народным депутатом СССР от Ненецкого национально-территориального избирательного округа № 744, Ненецкого автономного округа, а затем членом Верховного Совета СССР. Член Комиссии Совета Национальностей по вопросам социального и экономического развития союзных и автономных республик, автономных областей и округов[1].
- 1991—1993 гг. — представитель Президента Российской Федерации в Ненецком автономном округе,
- 1993—1995 гг. — генеральный директор СП «Авио».
- 1995—2001 гг. — президент Ассоциации ненецкого народа «Ясавэй». Затем — почетный президент.

Дважды (1996 и 2000) избирался депутатом Собрания депутатов Ненецкого АО.
Александр Выучейский скончался 6 августа 2013 года после тяжёлой болезни.

## Политическая деятельность
Будучи одним из лидеров движения «За безъядерный Север» добился Постановления Верховного Совета СССР о запрете ядерных испытаний, в том числе на Новой Земле. Как депутат и общественный деятель способствовал совершенствованию государственной политики по защите прав и законных интересов коренных малочисленных народов Севера. 19 августа 1991 года в прямом эфире  окружного радио выступил с осуждением действий ГКЧП. В ноябре 2004 года в знак протеста, в связи с принятием поправок к федеральному закону «Об общих принципах организации законодательных (представительных) и исполнительных органов государственной власти субъектов Российской Федерации» согласно которым доходы автономных округов от части федеральных налогов и сборов, а также большая часть властных полномочий передавались краям и областям, вернул президенту РФ Путину В.В. его подарок - наручные часы.

## Награды и звания
Награждён орденом Дружбы народов (1986).